# کوستیوکوفکا
کوستیوکوفکا (به لاتین: Kostyukovka) یک منطقهٔ مسکونی در روسیه است که در استان آمور واقع شده‌است.